# El Chamizal, Guerrero
El Chamizal är en ort i Mexiko.   Den ligger i kommunen Florencio Villarreal och delstaten Guerrero, i den södra delen av landet, 300 km söder om huvudstaden Mexico City. El Chamizal ligger 34 meter över havet och antalet invånare är 177.
Terrängen runt El Chamizal är huvudsakligen platt, men åt nordost är den kuperad. Runt El Chamizal är det ganska tätbefolkat, med 65 invånare per kvadratkilometer. Närmaste större samhälle är Cruz Grande, 2,8 km nordväst om El Chamizal. Omgivningarna runt El Chamizal är en mosaik av jordbruksmark och naturlig växtlighet.